# Geertje Wielema
Geertje Wielema, née le 24 juillet 1934 à Hilversum et morte le 18 août 2009 à Almere, est une nageuse néerlandaise.

## Carrière
Geertje Wielema est médaillée d'argent du 100 mètres dos aux Jeux olympiques de 1952 à Helsinki.
Aux championnats d'Europe de natation 1954 à Turin, elle est médaillée d'or du 100 mètres dos, médaillée d'argent du 4 × 100 mètres nage libre et médaillée de bronze du 100 mètres nage libre. Elle est nommée cette année-là sportive néerlandaise de l'année.